# Rue de l'Audience
La rue de l'Audience est une voie marseillaise située dans le 11e arrondissement de Marseille. 

## Situation et accès
Elle prolonge l'avenue César-Boy à partir de la route des Trois-Lucs à la Valentine jusqu'au rond-point avec la route des Camoins et la montée de Saint-Menet.
Elle traverse le noyau villageois de la Valentine et longe par le nord l'usine Heineken de la Valentine dont l’entrée principale se situe sur l’avenue François-Chardigny.

## Origine du nom
Elle tient son nom d’une petite partie du quartier nommée « l’Audience » dont elle fut l’artère principale, où habitait un juge de paix du canton, Claude Manet, pendant la Révolution française.

## Historique
La rue qui se nommait auparavant « Chemin de Saint-Menet » est devenue « rue de l'Audience » par délibération du Conseil municipal du 27 mai 1924.

## Bâtiments remarquables et lieux de mémoire
- Au numéro 73 se trouve le collège Le Ruissatel.